# Paschen-Backov pojav
Paschen-Backov pojav je poseben primer Zeemanovega pojava, ki ga opažamo samo v zelo močnem magnetnem polju. Kaže se v dodatni cepitvi spektralnih črt, ki je ne opazimo v šibkem polju.. 
Imenuje se po dveh nemških fizikih Friedrichu Paschenu (1865 – 1947) in Ernstu Backu (1881 – 1959).
Pojav se kaže v dodatni cepitvi spektralnih črt v prisotnosti močnega magnetnega polja. Nastane takrat, ko je zunanje magnetno polje dovolj močno, da se poruši sklopitev tirnih in spinskih vrtilnih količin. Obe vrtilni količini postaneta močneje povezani (sklopljeni) s smerjo zunanjega magnetnega polja. V šibkem magnetnem polju vektorja spinske in tirne vrtilne količine kažeta precesijo, ki ni povezana z zunanjim magnetnim poljem. 
Kadar pa je zunanje polje močno (velikostni red B > 1 T) postane sklopitev magnetnega momenta z zunanjim poljem močnejša kot pa je spinsko tirna sklopitev. Tako skupni spin {\displaystyle S\,} in skupna tirna vrtilna količina {\displaystyle L\,} nista več sklopljena v skupno vrtilno količino {\displaystyle J\,}, ampak pričneta precesirati okoli smeri zunanjega magnetnega polja. 
Paschen Backov pojav je torej posledica porušitve sklopljenosti spinskih {\displaystyle S\,} in tirnih {\displaystyle L\,} vrtilnih količin zaradi močnega zunanjega magnetnega polja. Vpliv spinske vrtilne količine postane zanemarljiv. 
Močno magnetno polje je v tem primeru tisto, ki povroči, da je razcep večji kot je razcep, ki nastane zaradi običajnega spinsko tirnega razcepa spektralnih črt. Meja, pri kateri pride do tega, je odvisna od vrste snovi, katere spekter opazujemo.  